# Верхнепотапов
Верхнепота́пов — хутор в Константиновском районе Ростовской области России.
Входит в Почтовское сельское поселение.

## Население
| 2010 |
| ---- |
| 405  |

## Улицы
| - ул. Береговая - ул. Донская - ул. Крестьянская - ул. Лесная | - ул. Молодёжная - ул. Садовая - ул. Степная - ул. Школьная |